# Thị trấn Strzegom
Strzegom [ˈstʂɛɡɔm] (tiếng Đức: Striegau) là một thị trấn thuộc hạt Świdnica, Lower Silesian Voivodeship, ở phía tây nam Ba Lan. Đó là trụ sở của khu hành chính Gmina Strzegom (gmina). Nó nằm cách khoảng 15 km về phía tây bắc của Świdnica và 52 km phía tây thủ đô khu vực Wrocław. Vào năm 2006, thị trấn có dân số 16.782.

## Lịch sử
Dấu vết của việc định tại khu vực này trong thời kỳ Đế chế La Mã đã được tìm thấy. Trong thời Trung cổ nó là một khu định cư kiên cố dưới sự cai trị của một người cai quản thành trì, một phần của Piast Ba Lan, lần đầu tiên đề cập đến trong một hành động do Giáo hoàng Hadrian IV vào năm 1155, xác nhận ranh giới của giáo phận Wrocław. Đồng thời, việc xây dựng nhà thờ giáo xứ St. Peter và Paul bắt đầu, từ năm 1203 dưới sự bảo trợ của Dòng Thánh John. Khoảng năm 1242, Strzegom nhận được đặc quyền của thị trấn bởi Anne xứ Bohemia, góa phụ của công tước Silesian Henry II the Pious. Năm 1248, nó rơi vào tay công tước Silesian của Legnica dưới thời con trai của Henry là Bolesław II the Bald, do cháu trai của ông là Henryk IV Probus, người bị chú của mình giam cầm tại Jelcz, cuối cùng phải từ bỏ Strzegom năm 1277.
Từ cuối thế kỷ XIII, thị trấn Striegau thuộc về Công tước Jawor và Świdnica dưới thời Bolko I the Strict, và cho đến năm 1392, nó được cai trị bởi hậu duệ của ông là Silesian Piasts. Mặc dù ban đầu họ đã chống lại được các nỗ lực chư hầu của Vua John xứ Bohemia, nhưng sau đó, Striegau đã chia sẻ vận may chính trị của Silesia, và chuyển từ thời cai trị Ba Lan sang của Hoàng gia Bohemian vào năm 1526 cho chủ quyền Habsburg của Áo. Trong cuộc chiến ba mươi năm, thành phố đã gần như bị hủy diệt hoàn toàn.
Năm 1742, Striegau trở thành một phần của nước Phổ. Vào ngày 4 tháng 6 năm 1745, trận Hohenfriedberg, một chiến thắng quan trọng của Vua Frederick II trong Chiến tranh Kế vị Áo, đã diễn ra gần thị trấn. Trong thế kỷ XIX, sự mở rộng công nghiệp đáng kể đã diễn ra, với các mỏ đá granit đóng vai trò đặc biệt quan trọng trong nền kinh tế của thị trấn. Tuyến đường sắt đầu tiên đến thị trấn được khai trương vào năm 1856.
Năm 1905, thị trấn Striegau có 13.427 cư dân. Trong Thế chiến II, Đức Quốc xã đã sử dụng một khu vực gần thị trấn làm một tiểu khu của trại tập trung Gross-Rosen gần đó. Thị trấn được Cộng hòa Nhân dân Ba Lan đổi tên thành Strzegom và cư dân Đức bị trục xuất và thay thế bằng người định cư Ba Lan.
Nhà thờ Giáo xứ Saint Peter và Saint Paul là một trong những Di tích Lịch sử quốc gia chính thức của Ba Lan (Pomnik historii), được chỉ định vào ngày 22 tháng 10 năm 2012. Danh sách của nó được duy trì bởi Ủy ban Di sản Quốc gia Ba Lan.
Vào năm 2012, Nghĩa trang Strzegom của người Do Thái đã được khôi phục và cải tạo hoàn toàn. Hơn 80 bia mộ (Matzevah) đã được tu sửa và trở về vị trí ban đầu. Dự án được tài trợ bởi Ba Lan và Liên minh châu Âu, đồng thời giới thiệu văn hóa và lịch sử Do Thái cho người dân thị trấn địa phương.

## Cư dân đáng chú ý
- Johann Christian Günther (1695-1723), nhà thơ Baroque
- Hans-Georg Koitz (sinh năm 1935), giám mục Công giáo La Mã Hildesheim (1992-2010)
- Herbert Obst (sinh năm 1936), vận động viên Olympic
- Paul Slowinski, kickboxer Ba Lan-Úc